# Língua indonésia
O indonésio (em indonésio: bahasa Indonesia) (cujo nome provém das palavras gregas " Ἰνδός" e "νῆσος", significando "ilhas indianas") é o idioma oficial da República da Indonésia, o quarto país mais populoso do mundo. É uma língua da família Austronésia pertencente ao subgrupo das línguas malaio-polinésias, tendo sido adaptada e padronizada com base nos modelos do malaio e do neerlandês. A língua indonésia é o décimo idioma mais falado do mundo, com cerca de 200 milhões de falantes.
A educação formal e os meios de comunicação da Indonésia usam a língua indonésia. Apesar de ser a língua oficial do país, muitos indonésios são fluentes em outros idiomas regionais, como o javanês e o sundanês. Em Timor-Leste, que foi ocupado pela Indonésia de 1975 a 1999, o indonésio e o inglês são reconhecidos como línguas de trabalho, sendo o português e o tétum as línguas oficiais.
O indonésio (bahasa Indonesia) e o malaio (bahasa Melayu), o idioma oficial da Malásia, são as duas variantes padronizadas de uma língua chamada, também, de malaio. Além dessas duas variantes, há outras línguas malaio-polinésias que ocupam lugar de idioma materno para a maioria dos indonésios, de modo que apenas alguns restritos grupos familiares consideram o indonésio sua língua dominante. Em razão da proximidade entre as línguas malaio-polinésias, é comum que haja entendimento, ao menos em parte, entre falantes dessas línguas. O indonésio e o malaio, por exemplo, são línguas mutuamente inteligíveis, ou seja, os falantes de uma língua compreendem razoavelmente os da outra.

## Línguas relacionadas
Em razão da proximidade dos idiomas falados na Indonésia (originalmente da família Austronésia), como o indonésio, o malaio, as línguas batak, o minangkabau, o javanês, o sundanês e muitas outras, há variadas proximidades entre seus vocábulos, como nos numerais desses idiomas:
| Idioma      | 1    | 2    | 3    | 4     | 5    | 6     | 7      | 8       | 9        | 10       |
| ----------- | ---- | ---- | ---- | ----- | ---- | ----- | ------ | ------- | -------- | -------- |
| Batak       | sada | dua  | tolu | opat  | lima | onom  | pitu   | walu    | sia      | sappulu  |
| Indonésio   | satu | dua  | tiga | empat | lima | enam  | tujuh  | delapan | sembilan | sepuluh  |
| Javanês     | siji | loro | telu | papat | lima | enem  | pitu   | wolu    | sanga    | sepuluh  |
| Malaio      | satu | dua  | tiga | empat | lima | enam  | tujuh  | lapan   | sembilan | sepuluh  |
| Minangkabau | ciek | duo  | tigo | ampek | limo | anam  | tujuah | salapan | sambilan | sapuluah |
| Sundanês    | hiji | dua  | tilu | opat  | lima | genep | tujuh  | dalapan | salapah  | sapuluh  |

## Influência portuguesa
Algumas palavras do indonésio foram emprestadas do português, como "Natal", "tinta", "jendela" (janela), "boneka" (boneca) e "sepatu" (sapato). A influência portuguesa estende-se à língua malaia, que compartilha formas idênticas às do indonésio, como "lelang" (leilão), "bendera" (bandeira), "keju" (queijo), "mentega" (manteiga), "garpu" (garfo) e "meja" (mesa).
"Minggu" é um falso amigo que não deve ser confundido entre o indonésio e o malaio: neste, quer dizer "semana", mas, naquele, significa "domingo".

## Fonologia

### Vogais
Na língua indonésia, as vogais têm sons muito semelhantes aos daquelas em português.
| Editar            | Anterior                |                         | Central                 |                         | Posterior               |
| Fechada           | \| i u e o ə ɛ ɔ (a) \| | \| i u e o ə ɛ ɔ (a) \| | \| i u e o ə ɛ ɔ (a) \| | \| i u e o ə ɛ ɔ (a) \| | \| i u e o ə ɛ ɔ (a) \| |
|                   | \| i u e o ə ɛ ɔ (a) \| | \| i u e o ə ɛ ɔ (a) \| | \| i u e o ə ɛ ɔ (a) \| | \| i u e o ə ɛ ɔ (a) \| | \| i u e o ə ɛ ɔ (a) \| |
| Semifechada       | \| i u e o ə ɛ ɔ (a) \| | \| i u e o ə ɛ ɔ (a) \| | \| i u e o ə ɛ ɔ (a) \| | \| i u e o ə ɛ ɔ (a) \| | \| i u e o ə ɛ ɔ (a) \| |
| Média             | \| i u e o ə ɛ ɔ (a) \| | \| i u e o ə ɛ ɔ (a) \| | \| i u e o ə ɛ ɔ (a) \| | \| i u e o ə ɛ ɔ (a) \| | \| i u e o ə ɛ ɔ (a) \| |
| Semiaberta        | \| i u e o ə ɛ ɔ (a) \| | \| i u e o ə ɛ ɔ (a) \| | \| i u e o ə ɛ ɔ (a) \| | \| i u e o ə ɛ ɔ (a) \| | \| i u e o ə ɛ ɔ (a) \| |
|                   | \| i u e o ə ɛ ɔ (a) \| | \| i u e o ə ɛ ɔ (a) \| | \| i u e o ə ɛ ɔ (a) \| | \| i u e o ə ɛ ɔ (a) \| | \| i u e o ə ɛ ɔ (a) \| |
| Aberta            | \| i u e o ə ɛ ɔ (a) \| | \| i u e o ə ɛ ɔ (a) \| | \| i u e o ə ɛ ɔ (a) \| | \| i u e o ə ɛ ɔ (a) \| | \| i u e o ə ɛ ɔ (a) \| |
| i u e o ə ɛ ɔ (a) |                         |                         |                         |                         |                         |

| i u e o ə ɛ ɔ (a) |

### Consoantes
|                         |                         | Labial | Dental/Alveolar | Palatal | Velar | Glotal |
| ----------------------- | ----------------------- | ------ | --------------- | ------- | ----- | ------ |
| Nasal                   | Nasal                   | m      | n̪               | ɲ       | ŋ     |        |
| Plosiva/Africada        | desvozeada              | p      | t̪               | t͡ɕ      | k     | ʔ      |
| Plosiva/Africada        | vozeada                 | b      | d, d̪            | d͡ʑ      | ɡ     |        |
| Fricativa               | desvozeada              | f      | s               | ʃ       | x     | h      |
| Fricativa               | vozeada                 | v      | z               |         |       |        |
| Aproximante             | Aproximante             | w      | l̪               | j       |       |        |
| Vibrante múltipla       | Vibrante múltipla       |        | r               |         |       |        |
| Tepe (vibrante simples) | Tepe (vibrante simples) |        | ɾ               |         |       |        |

Notas
1. O único fonema vocálico presente no indonésio e ausente na fala do português é a vogal central /ə/. É semelhante à vogal central quase aberta /ɐ/ pronunciada, por exemplo, nos ‘a’s da palavra em português "cama".
2. As consoantes /n/, /t/ e /l/ são pronunciadas por meio do contato entre a ponta da língua e os dentes superiores na fala de algumas variantes, tornando-se /n̪/, /t̪/ e /l̪/ (isso também ocorre com o fonema /d/, pronunciado por alguns falantes como /d̪/).
3. O fonema /v/, tendo sido introduzido recentemente à língua indonésia, é muitas vezes pronunciado como /f/ ou como /p/ por falantes nativos.
4. Os falantes de indonésio costumam pronunciar a letra ‘r’ como a consoante vibrante /r/ (o mesmo som do ‘rr’ da palavra espanhola "perro", ‘cachorro’), mas algumas vezes emitem o tepe /ɾ/ (o som do ‘r’ da palavra em português "caridade"), principalmente quando o ‘r’ está no meio de palavras.
5. O fonema /x/ (cujo som se assemelha ao do ‘r’ na palavra em português "risco") é atualmente substituído por /k/. Contudo, ainda é pronunciado /x/ por indivíduos mais velhos.
6. Não estão presentes as consoantes plosivas vozeadas /b/, /d/ e /g/ (como a pronúncia das letras homônimas na palavra em português "obrigado") ao final de palavras no idioma indonésio. Quando ocorrem nessa posição em palavras vindas de outros idiomas, são pronunciadas respectivamente as consoantes plosivas desvozeadas /p/, /t/ e /k/ (como as letras ‘p’, ‘t’ e ‘c’ na palavra em português "peteca").

## Escrita
O sistema de escrita da língua indonésia consiste nas 26 letras do alfabeto latino. Cada letra do alfabeto indonésio representa de um a três sons.
| Letra   | a   | b        | c    | d        | e             | f   | g   | h        | i        | j    | k    | l   | m   |
| ------- | --- | -------- | ---- | -------- | ------------- | --- | --- | -------- | -------- | ---- | ---- | --- | --- |
| Fonemas | /a/ | /b/      | /t͡ɕ/ | /d/, /d̪/ | /e/, /ɛ/, /ə/ | /f/ | /ɡ/ | /h/      | /i/      | /d͡ʑ/ | /k/  | /l̪/ | /m/ |
| Letra   | n   | o        | p    | q        | r             | s   | t   | u        | v        | w    | x    | y   | z   |
| Fonemas | /n̪/ | /o/, /ɔ/ | /p/  | /k/, /ʔ/ | /r/, /ɾ/      | /s/ | /t̪/ | /u/, /w/ | /v/, /f/ | /w/  | /ks/ | /j/ | /z/ |

Notas:
1. A consoante africada /t͡ɕ/ é semelhante ao /t͡ʃ/, o som inicial da palavra em português "tchau".
2. A consoante africada /d͡ʑ/ é semelhante ao /d͡ʒ/, o som inicial da palavra em português "diálogo" em alguns estados do Nordeste brasileiro.
3. A consoante glotal /ʔ/ é a mesma pausa realizada inicialmente ao falar-se isoladamente o pronome "eu" em português, ou no meio da expressão de negação "ã-ã".
4. O dígrafo "ny" pode ser pronunciado como /nj/ (de ‘ni’ do português em "ânion") ou como /ɲ/ (de ‘nh’ do português em "amanhecer", por exemplo).
5. O dígrafo "kh" é pronunciado como /k/ (de ‘c’ na palavra "calor" em português) ou como /x/ (semelhante ao /h/ de ‘r’ na palavra "parte" em português). Ex.: akhirnya ‘final, último’ - /aˈkirɲa/ ou /aˈxirɲa/.
6. O elemento "sy" pode ser pronunciado como /si/ ou como um dígrafo, tendo por som /ʃ/ (de ‘ch’ na palavra "cheio" em português) ou /s/, este em contextos coloquiais.
7. O dígrafo "ch" ocorre apenas em palavras emprestadas e é pronunciado como /t͡ɕ/ ao início de palavras ou como /ɣ/, fonema comum no holandês.

## Gramática

### Pronomes

#### Pronomes pessoais
Os pronomes pessoais em indonésio podem variar em pessoa do discurso (1ª, 2ª ou 3ª pessoa do discurso), em número (singular ou plural) e em grau de formalidade (informal, neutro ou formal devido à situação sociocomunicativa), mas não há diferenciação de gênero gramatical. Além disso, o pronome pessoal na 1ª pessoa do plural pode assumir duas formas: uma inclusiva (que inclui o interlocutor) e outra exclusiva (que não o inclui). Além disso, pronomes indonésios no singular têm variações reduzidas que funcionam como prefixos ou sufixos de nomes.
| Pronomes pessoais em indonésio | Pronomes pessoais em indonésio | Pronomes pessoais em indonésio    | Pronomes pessoais em indonésio    | Pronomes pessoais em indonésio    |           | Afixos possessivos do indonésio | Afixos possessivos do indonésio | Afixos possessivos do indonésio |
|                                |                                | Informal                          | Neutro                            | Formal                            |           | Prefixos                        | Sufixos                         |                                 |
| 1ª pessoa                      | Singular                       | aku                               | saya                              | saya                              |           | Prefixos                        | Sufixos                         |                                 |
| 1ª pessoa                      | Plural                         | kita (inclusivo) kami (exclusivo) | kita (inclusivo) kami (exclusivo) | kita (inclusivo) kami (exclusivo) | 1ª pessoa | ku-                             | -ku                             |                                 |
| 2ª pessoa                      | Singular                       | engkau kau kamu                   | anda                              | anda                              | 2ª pessoa | kau-                            | -mu                             |                                 |
| 2ª pessoa                      | Plural                         | kalian                            | kamu                              | kamu                              | 2ª pessoa | kau-                            | -mu                             |                                 |
| 3ª pessoa                      | Singular                       | ia dia (uso enfático)             | ia dia (uso enfático)             | beliau                            | 3ª pessoa |                                 | -nya                            |                                 |
| 3ª pessoa                      | Plural                         | mereka                            | mereka                            | beliau-beliau                     | 3ª pessoa |                                 | -nya                            |                                 |

Ex1.: Saya minum air. ‘Eu bebo água.’;
Ex2.: Buku ini sudah kaubaka. ‘Você leu esse livro.’;
Notas:
1. "Beliau" (eles/elas) demonstra não apenas formalidade, mas também respeito ao ouvinte.
2. "Anda" é geralmente usado com pessoas da mesma faixa etária ou com quaisquer indivíduos com os quais não se tem relação pessoal alguma. É comum em situações impessoais, como em propagandas e em anúncios oficiais.
3. O uso de "saya" (eu) comumente indica que não há relação pessoal entre os falantes.
4. Os termos exclusivamente informais acima costumam ser falados por crianças ou por jovens de mesma faixa etária. Apesar disso, alguns adultos também estão aderindo ao uso de "aku", embora outros achem esse nível de informalidade inaceitável.
5. Para alguns grupos, a diferença de inclusão entre "kita" e "kami" (nós) não é sempre mantida, e "kita" pode até mesmo ter o sentido do pronome "eu".
6. "Dia" e "ia" significam ambos "ele/ela". Porém, "ia" é usado antes de verbos — como sujeito ou como agente da passiva —, enquanto "dia" pode estar em qualquer posição. "Ia" eventualmente pode vir depois de um verbo em duas situações:
  - No caso de uma ordem invertida da oração (hipérbato). Ex.: Melihat raksasa itu datang, bersembunyilah ia ke balik batu besar. ‘Vendo o gigante vindo, escondeu-se ele detrás de uma grande rocha’.
  - Se exercer tanto a função de objeto de um verbo quanto a de núcleo de um complemento nominal. Nesse caso, o caráter "núcleo" se sobrepõe à função de "objeto" na aplicação da regra supracitada. Ex.: Saya ia bodoh. ‘Eu considero ele/ela estúpido’ (também poderia ser "Saya dia bodoh.", já que "dia" pode vir em qualquer posição da oração).

#### Relações de posse
Ao indicar-se uma relação de posse em indonésio, geralmente antepõe-se o elemento possuído ao seu possuidor, que é um dos pronomes mostrados anteriormente. Esses pronomes têm sentido possessivo quando, e apenas quando, acompanham um nome.
Ex.: mobil saya ‘meu carro’
Quando se quer declarar que "algo é de alguém", o sujeito tem que ser repetido (já que o pronome possessivo tem que estar acompanhado de um nome, como citado acima) ou, como ocorre frequentemente, sua primeira citação é ocultada. Os dois casos são representados abaixo:
Ex1.: Mobil ini mobil saya. ‘Esse carro é o meu carro.’;
Ex2.: Ini mobil saya. ‘Esse é o meu carro.’;
Um elemento possuído pode, também, ter uma posse. Nesse caso, para expressar essa última posse, os termos são apresentados em ordem de possuído para possuidor (de uma forma genérica, se um elemento A é de um elemento B e esse B é de um elemento C, usa-se "A B C" para se expressar ‘o A do B do C’).
Ex.: kantor ayah saya ‘o escritório do meu pai’ (em uma tradução direta: ‘escritório pai eu’, ou seja, ‘o escritório do pai de eu’);
Pode-se, também, acompanhar o pronome por um termo que indica posse ("kepunyaan") ou propriedade ("milik");
Ex1.: Mobil ini kepunyaan saya. ‘Esse carro é minha posse.’;
Ex2.: Rumah ini milik dia. ‘Essa casa é propriedade dele/dela.’;
Os afixos reduzidos dos pronomes pessoais — citados na seção anterior "Pronomes pessoais" — podem, também, funcionar como partículas possessivas de nomes acompanhados de alguns verbos que indicam ação.
Ex.: Apa namanya? ‘Qual é o seu nome?’;

### Substantivos

#### Reduplicaçãode substantivos
No indonésio, algumas palavras consistem em nomes repetidos (duplicados) e dotados de um hífen. A reduplicação de nomes pode ter diferentes funções, sendo as principais:
- pluralização ou indício de variedade.
- distinção semântica (formação de palavras).

##### 1. Reduplicação para pluralização
Apenas certos substantivos têm plural marcado por reduplicação.
Ex1.: piring ‘prato’ / piring-piring ‘pratos’.
Ex2.: singkatan ‘abreviação’ / singkatan-singkatan ‘abreviações’.
Há divergências quanto à relação entre a reduplicação de substantivos e a ideia de pluralidade ou de variedade, sendo a indicação do plural a função mais aceita por escritores indonésios.
Um termo só precisa ser duplicado para indicar pluralidade quando ela é necessária à compreensão de uma sentença. Não é exigida a reduplicação quando o plural é implícito, mas ela ocorre eventualmente nesses casos durante a fala cotidiana mesmo sem ser necessária.
Ex1.: Menteri mengunjungi tiga negeri asing. ‘O ministro visitou três países estrangeiros’ ("negeri" — país — não está duplicado porque o plural está implícito).
Ex2.: Pulau-pulau Bali, Lombok dan Sumbawa, terletak di sebelah timur pulau Jawa. ‘As ilhas de Bali, Lombok e Sumbawa, situam-se a leste de Jawa’ (embora o plural esteja implícito, ocorre reduplicação de "pulau", o que indica um situação informal).
Comumente, quando um nome é acompanhado por outro — por um modificador —, apenas o nome modificado é duplicado.
Ex.: buku-buku serajah ‘livros de história’
Em alguns nomes modificados por outros, duas formas plurais são aceitas, sendo duplicados ambos os termos ou apenas o principal.
Ex.: surat-surat kabar / surat kabar-surat kabar ‘jornais’ (com "surat" sendo "carta" e "kabar", "notícia");
2. Reduplicação com distinção semântica
Termos duplicados em indonésio nem sempre têm relação direta com seus formadores, de forma que podem manter ou não semelhança semântica.
Ex1.: "laki" (marido) / "laki-laki" (homem);
Ex2.:  "tiba" (chegar) / "tiba-tiba" (de repente);

### Verbos

#### Tempo e aspecto
O tempo e o aspecto verbais no indonésio não são identificados por mudanças na estrutura do verbo, como ocorre no português e nas demais línguas românicas. Em vez disso, o verbo é precedido de termos que indicam um determinado tempo verbal e que se diferenciam, também, no aspecto verbal. Quando o verbo está no tempo presente, não há nenhum marcador temporal.
Na língua indonésia, os verbos podem estar em um dos tempos verbais: presente, passado ou futuro.
| Tempo verbal | Marcadores temporais                 |
| ------------ | ------------------------------------ |
| Presente     | ∅ / sedang / lagi / tengah / masih   |
| Passado      | sudah / telah / baru (saja) / pernah |
| Futuro       | akan / bakal                         |

Os marcadores temporais usados no mesmo tempo verbal são empregado em situações específicas, a depender do aspecto verbal.
Presente:
- Ao se tratar de ação ou de estado habituais, o verbo não é precedido por marcador temporal (∅).
- Ao se expressar que uma ação está em progresso, geralmente usa-se um dos termos: "sedang", "lagi" ou "tengah". Esses marcadores são equivalentes, mas "sedang" é mais comum, de forma que nem todos os falantes nativos costumam falar "lagi" ou "tengah".
Ex1.: Mekera sedang makan. ‘Eles estão comendo.’ (mais comum);
Ex2.: Mekera lagi makan. ‘Eles estão comendo.’ (menos comum);
Ex3.: Mekera tengah makan. ‘Eles estão comendo.’ (menos comum);
- O marcador "masih", é usado para enfatizar que uma ação ainda está em progresso.
Ex.: Dia masih makan. ‘Ele/ela ainda está comendo.’ (com "makan" sendo "comer").

Passado:
- "Sudah" e "telah" podem ser usado para indicar simplesmente que uma ação ocorreu ou que um estado foi alcançado. Enquanto "sudah" é falado e escrito em todos os graus de formalidade, "telah" só se encontra em situações muito cultas.
Ex1.: Ali sudah bangun. ‘Ali acordou’;
Ex2.: Dia telah makan. ‘Ele/ela comeu.’;
- "Baru" indica que algo acabou de acontecer ou que um estado acabou de ser alcançado (pouco tempo antes do momento da fala). Pode ser usada a expressão "baru saja" para enfatizar o caráter imediato da ocorrência.
Ex1.: Dia baru tiba. ‘Ele/ela acabou de chegar.’;
Ex2.: Dia baru saja tiba. ‘Ele/ela acabou de chegar! (com ênfase em "acabou")’;
- "Pernah" remete a algo que ocorreu em um passado distante.
Ex.: Dia pernah belajar di Paris. ‘Certa vez, ele/ela esteve em Paris.’;

Futuro:
- "Akan" pode ser usado para indicar uma ação que será realizada ou um estado que será alcançado.
Ex1.: Kami akan makan nanti. ‘Nós iremos comer em breve.’;
Ex2.: Tugasnya akan berat. ‘A tarefa dele será pesada.’;
- "Bakal", menos comum que "akan", encontra-se antes de verbos que indicam uma ação futura que pode ser realizada em um tempo específico.
Ex.: Dia bakal menjadi presiden. ‘Ele/ela vai se tornar presidente.’;

#### Reduplicação de verbos
Em indonésio, os verbos, diferentemente dos substantivos, têm sua reduplicação atuante apenas sobre a raiz verbal. Desse modo, o fenômeno ocorre duplicando-se a raiz do verbo com uso do hífen e repondo-se seus afixos, que não são duplicados.
Ex1.: duduk ‘sentar-se’, duduk-duduk ‘ficar sentado’;
Ex2.: menjadi ‘tornar-se’, menjadi-jadi ‘ficar pior’;
A reduplicação de verbos tem diversas funções:
- A partir de um verbo indicando uma ação ou um estado, formar outro que expresse essa ação ou esse estado de modo mais duradouro ou descontraído.
Ex1.: melihat ‘ver’ / melihat-lihat ‘dar uma olhada ao redor’ (equivale a um "ver" mais descontraído);
Ex2.: membuka ‘abrir’ / membuka-buka ‘folhear (um livro)’ (equivale a um "abrir" mais duradouro do livro);
- Indicar uma ação que ocorre repetidamente.
Ex1.: Bu Yem mengurut-urut rambut anaknya. ‘O sr. Yem puxou o cabelo de sua filha (algumas vezes).’;
Ex2.: Dia berteriak-teriak minta tolong. ‘Ele/ela gritou e gritou por socorro.’;
Ex2.: Menteri menunda-nunda keberangkatannya. ‘O ministro continuou atrasando o seu ministério.’;
- Intensificar o verbo.
Ex.: meminta ‘solicitar’ / meminta-minta ‘implorar’;
- Junto da partícula de negação "tidak", indicar que uma ação não foi concluída, contrariando as expectativas de que ela ocorresse.
Ex1.: Sudah dua hari Pak Tanto tidak muncul-muncul. ‘Há dois dias o sr. Tanto não aparece.’;
Ex2.: Mereka tidak menyinggung-nyinggung masalah itu di rapat kemarin. ‘Eles simplesmente não mencionaram o assunto na reunião ontem.’;
- Expressar a estrutura temporal "Assim que ocorreu isso, se deu aquilo".
Ex.: Bangun-bangun mereka sudah bertengkar. ‘Assim que acordaram, eles começaram a discutir. / Mal haviam acordado, eles começaram a discutir.’;

### Orações subordinadas

#### Frases condicionais
Essas frases indicam que a ocorrência de uma das ações (a da oração coordenada) depende, de alguma forma, de outra ação (a da oração subordinada). As orações coordenada e subordinada são ligadas por uma conjunção condicional.
| Conjunções | kalau, jika, jikalau | bila, apabila, bilamana | asal, asalkan | seandainya, andaikata, sekiranya |
| Valores    | se, quando           | quando, sempre que, se  | desde que     | supondo que, se                  |

Ex1.: Jika hujan, jalanan menjadi basah. ‘Se chover, a rua fica molhada.’;
Ex2.: Bila ada kesempatan, singgah di rumah saya. ‘Quando você tiver um tempo, passe na minha casa.’;
Nota:
As conjunções "andaikata", "seandainya" e "sekiranya" geralmente supõem algo contrário ao que de fato ocorre ou algum acontecimento que não é desejável.
Ex.: Seandainya musyafir itu kembali ia tetap tidak akan memperoleh air minum. ‘Supondo que aquele viajante retornasse, ainda não teria sido dada água para ele beber.’.

#### Frases comparativas
São frases usadas para comparar o grau de certa característica entre dois elementos. Geralmente, utilizam-se nelas os termos comparativos "lebih" (mais) e, em algumas situações, "dari/daripada" (que), mas há diversas outras estruturas com sentido comparativo que podem ser empregadas.
A estrutura de uma frase comparativa genérica " ‘Elemento’ é mais ‘adjetivo’ " se dá conforme segue:
"Elemento" + lebih + "adjetivo".
Ex.:  Baju longgar membuat tubuh kurus kelihatan lebih kurus. ‘Roupas frouxas fazem um corpo magro parecer mais magro.’;
Para a frase comparativa genérica " ‘Elemento A’ é mais ‘adjetivo’ que ‘Elemento B’ ", tem-se:
"Elemento A" + lebih + "adjetivo" + dari + "Elemento B"
Ex1.: Dia lebih tinggi dari saya. ‘Ele/ela é mais alto do que eu.’;
Ex2.: Lebih baik mencegah daripada mengobati. ‘É melhor prevenir do que remediar.’;
| Outras expressões que indicam comparação | Outras expressões que indicam comparação | Outras expressões que indicam comparação | Outras expressões que indicam comparação | Outras expressões que indicam comparação |
| ---------------------------------------- | ---------------------------------------- | ---------------------------------------- | ---------------------------------------- | ---------------------------------------- |
| Expressão                                | jauh lebih ...                           | sedikit lebih ...                        | "N" kali lebih ...*                      | "N" "u.m." lebih ...*                    |
| Valor                                    | muito mais ...                           | um pouco mais ...                        | "N" vezes mais ...*                      | "N" "u.m." mais ...*                     |
|                                          |                                          |                                          |                                          |                                          |
| Expressão                                | jauh lebih ... dari                      | sedikit lebih ... dari                   | "N" kali lebih ... dari*                 | "N" "u.m." lebih ... dari*               |
| Valor                                    | muito mais ... que                       | um pouco mais ... que                    | "N" vezes mais ... que*                  | "N" "u.m." mais ... que*                 |

*Sendo "N" um número real e "u.m." uma unidade de medida.
Ex1.: Rumah ini jauh lebih mahal dari rumah itu. ‘Essa casa é muito mais cara que aquela.’;
Ex2.: Situasi hari Minggu sedikit lebih tenang. ‘A situação domingo estava um pouco mais calma.’;
Ex3.:  Kota ini dua puluh kali lebih besar. ‘Essa cidade é vinte vezes maior.’;
Ex4.: Jalan ini tiga meter lebih lebar daripada jalan-jalan lain. ‘Essa estrada é três metros mais longa do que as demais estradas.’;

## Sistema de numeração
A língua indonésia tem um sistema de numeração decimal com regras de nomenclatura de numerais semelhantes às do próprio português.
| Indo-arábico | Indonésio | Indo-arábico | Indonésio      | Indo-arábico | Indonésio      |
| ------------ | --------- | ------------ | -------------- | ------------ | -------------- |
| 0            | nol       | 10           | sepuluh        | 20           | dua puluh      |
| 1            | satu      | 11           | sebelas        | 30           | tiga puluh     |
| 2            | dua       | 12           | dua belas      | 40           | empat puluh    |
| 3            | tiga      | 13           | tiga belas     | 50           | lima puluh     |
| 4            | empat     | 14           | empat belas    | 60           | enam puluh     |
| 5            | lima      | 15           | lima belas     | 70           | tujuh puluh    |
| 6            | enam      | 16           | enam belas     | 80           | delapan puluh  |
| 7            | tujuh     | 17           | tujuh belas    | 90           | sembilan puluh |
| 8            | delapan   | 18           | delapan belas  |              |                |
| 9            | sembilan  | 19           | sembilan belas |              |                |

Grupos de números grandes em indonésio
| Indo-arábico | cento (conjunto de 100) | milhar (conjunto de 1.000) | milhão (conjunto de 1.000.000) | bilhão (conjunto de 1.000.000.000) |
| Indonésio    | ratus                   | ribu                       | juta                           | miliar                             |

A nomenclatura dos numerais ocorre de modo que cada casa decimal superior à da dezena receba, antes de um dos nomes indicados na tabela logo acima, o valor dessa casa. Nesse sistema, o prefixo "se-" é usado antes dos nomes de grupos de grandes números — da tabela acima — para indicar a quantidade "um" de determinada casa decimal. Por exemplo:
100 (cem) - seratus (um cento)
1.000 (mil) - seribu (um milhar)
1.000.000 (um milhão) - sejuta (um milhão)
1.000.000.000 (um bilhão) - semiliar (um bilhão)
| Exemplos de números em indonésio e em português (junto à tradução direta) | Exemplos de números em indonésio e em português (junto à tradução direta)                      | Exemplos de números em indonésio e em português (junto à tradução direta)                    | Exemplos de números em indonésio e em português (junto à tradução direta)                            |
| Indo-arábico                                                              | Indonésio                                                                                      | Português                                                                                    | Tradução direta                                                                                      |
| ------------------------------------------------------------------------- | ---------------------------------------------------------------------------------------------- | -------------------------------------------------------------------------------------------- | --- |
| 120                                                                       | seratus dua puluh                                                                              | cento e vinte                                                                                | "um cento vinte"                                                                                     |
| 365                                                                       | tiga ratus enam puluh lima                                                                     | trezentos e sessenta e cinco                                                                 | "três centos sessenta cinco"                                                                         |
| 4.307                                                                     | empat ribu tiga ratus tujuh                                                                    | quatro mil trezentos e sete                                                                  | "quatro milhares três centos sete"                                                                   |
| 1.054.571.818                                                             | semiliar lima puluh empat juta lima ratus tujuh puluh satu ribu delapan ratus delapan belas    | um bilhão cinquenta e quatro milhões quinhentos e setenta e um mil oitocentos e dezoito.     | "um bilhão ‘cinquenta quatro’ milhões ‘cinco centos setenta um’ milhares oito centos dezoito"        |
| 6.207.814.953                                                             | enam miliar dua ratus tujuh juta delapan ratus empat belas ribu sembilan ratus lima puluh tiga | seis bilhões duzentos e sete milhões oitocentos e quatorze mil novecentos e cinquenta e três | "seis bilhões ‘dois centos sete’ milhões ‘oito centos quatorze’ milhares nove centos cinquenta três" |

## Amostra de texto
Seguem os trechos iniciais da Declaração dos Direitos Humanos, em suas versões portuguesa e indonésia.
| Indonésio | Português |
| --- | --- |
| Pernyataan Umum tentang Hak-Hak Asasi Manusia | Declaração Universal dos Direitos Humanos |
| Perkara 1 | Artigo 1º |
| Semua orang dilahirkan merdeka dan mempunyai martabat dan hak-hak yang sama. Mereka dikaruniai akal dan hati nurani dan hendaknya bergaul satu sama lain dalam semangat persaudaraan. | Todos os seres humanos nascem livres e iguais em dignidade e direitos. São dotados de razão e consciência e devem agir em relação uns aos outros com espírito de fraternidade. |